# 레나토 코르세티
레나토 코르세티(이탈리아어: Renato Corsetti, 1941년 3월 29일 ~ 2025년 2월 1일)는 이탈리아의 언어학자이자 에스페란티스토이다. 세계 에스페란토 협회 회장을 맡았고, 현재 에스페란토 학술회의 회원이다.

## 생애
1941년 3월 29일 로마에서 태어났다. 대학에서는 처음에 경제학을 공부하였으나, 곧 사회언어학과 심리언어학으로 관심을 돌렸다.
1960년대에 에스페란토를 배웠고, 세계 에스페란토 청년 단체 회장 및 이탈리아 에스페란토 협회 회장을 맡았다.
한동안 이탈리아에서 은행가로 일하였으며, 1990년대에 로마 라 사피엔차 대학교 언어·소통 심리교육학 교수가 되었다. 1998년~2007년 사이에는 세계 에스페란토 협회 회장을 맡았다.
현재 산마리노 과학 학술회(에스페란토: Akademio Internacia de la Sciencoj San Marino)의 교수이며, 또한 에스페란토 학술회의 회원이다.
아내 아나 뢰벤슈타인(독일어: Anna Löwenstein) 또한 유명한 에스페란티스토이며, 두 명의 자녀를 두고 있다. 둘 다 에스페란토 원어민이다.